# Ederscel mac Eogan
Ederscel mac Eogan – legendarny zwierzchni król Irlandii z dynastii Milezjan (linia Itha) w latach 4 p.n.e.-1 n.e. Syn Eogana I, króla Munsteru, w dwudziestym stopniu potomka linia Itha, stryja Mileda.
Niektóre źródła podają błędnie, że był potomkiem arcykróla Aengusa III Tuirmecha Temracha z linii Eremona. Bowiem Oilioll Erand, przodek Ederscela, był w rzeczywistości przybranym synem Fiachy Fermary, syna Aengusa. Ederscel, według średniowiecznej irlandzkiej legendy i historycznej tradycji, został zwierzchnim królem po śmierci teścia Eochaida X Airema („Grabarza”). Występuje w opowieści Togail Bruidne Dá Derga (Zniszczenie zajazdu Dá Derga). Nie mając żadnych dzieci, otrzymał proroctwo, że pewna kobieta, nieznanego pochodzenia, urodzi mu syna. Po pewnym czasie znalazł i przymusowo poślubił piękną Mess Buachalla, córkę Cormaca mac Laithech. Z tego związku urodził się Conaire Mor. Inną wersję podaje opowieść Tochmarc Étaín („Zaloty Etain”), według której Ederscel poślubił nieznaną z imienia córkę arcykróla Eochaida X Airema i jego własnej córki Étaín. Z tego związku także miał się urodzić Conaire Mor („Wielki”), przyszły mściciel śmierci ojca oraz zwierzchni król Irlandii.
Ederscel rządził Irlandią przez pięć lat, za panowania Oktawiana Augusta, cesarza rzymskiego. Zginął z ręki swego następcy, Nuady Nechta („Białego”), w bitwie pod Aillinn (Aillenn). Żył w czasach narodzin Jezusa Chrystusa w Betlejem.